# Resultados do Carnaval de Manaus em 2014
Resultados do Carnaval de Manaus em 2014. 

## Grupo Especial
| Pos | Escolas               | Enredo                                                                                                | Classificação ou rebaixamento | Ref         |
| --- | --------------------- | --- | ----------------------------- | ----------- |
| 1   | A Grande Família      | Ednelza Sahdo – Uma Estrela em Cena                                                                   | Campeãs de 2014               | [ 1 ] [ 2 ] |
| 1   | Andanças de Ciganos   | Vou às compras que legal! Meu destino é a Marechal!                                                   | Campeãs de 2014               | [ 1 ] [ 2 ] |
| 1   | Balaku Blaku          | Marapatá, a ilha encantada dos mitos, portal de Manaus, passarela dos ritos                           | Campeãs de 2014               | [ 1 ] [ 2 ] |
| 1   | Mocidade de Aparecida | Centro de Amor, Centro de Vida: História e Alma de Um Povo                                            | Campeãs de 2014               | [ 1 ] [ 2 ] |
| 1   | Reino Unido           | No Reino do carnaval, já sorri, chorei, sambei e a liberdade conquistei                               | Campeãs de 2014               | [ 1 ] [ 2 ] |
| 1   | Sem Compromisso       | Máquinas da Liberdade, que incendeiam os corações: a história da motocicleta, desde Leonardo Da Vinci | Campeãs de 2014               | [ 1 ] [ 2 ] |
| 1   | Unidos do Alvorada    | José Aldo, Prata da casa, Ouro do mundo                                                               | Campeãs de 2014               | [ 1 ] [ 2 ] |
| 1   | Vitória Régia         | Da África ao Amazonas, da escravidão à liberdade – 130 anos da Abolição da escravatura                | Campeãs de 2014               | [ 1 ] [ 2 ] |

## Grupo de Acesso A
| Pos | Escolas             | Pts   | Enredo                                                                                        | Classificação ou rebaixamento | Ref               |
| --- | ------------------- | ----- | --------------------------------------------------------------------------------------------- | ----------------------------- | ----------------- |
| 1   | Império da Kamélia  | 179.5 | Celebrando a cultura . . . Kamélia brinca as festas do meu Amazonas                           | Grupo Especial em 2015        | [ 3 ] [ 1 ] [ 2 ] |
| 2   | Primos da Ilha      | 177.3 | Manaus: Mãe dos Deuses, cidade do povo Manaós                                                 |                               | [ 3 ] [ 1 ] [ 2 ] |
| 3   | Cidade Alta         | 177.1 | Na Seqüência do Samba, Cidade Alta risca o chão de poesias, Ivan de Oliveira, a voz do Morro! |                               | [ 3 ] [ 1 ] [ 2 ] |
| 4   | Unidos do Coophasa  | 176.4 | África                                                                                        |                               | [ 3 ] [ 1 ] [ 2 ] |
| 5   | Beija Flor do Norte | 175.6 | Márcio Braga: O Mensageiro do Humor                                                           |                               | [ 3 ] [ 1 ] [ 2 ] |
| 6   | Dragões do Império  | 175.2 | Caminhos segui, a origem encontrei: Dança da Caxemira, a jóia rara da Índia                   |                               | [ 3 ] [ 1 ] [ 2 ] |
| 7   | Presidente Vargas   | 165.9 | Mãos                                                                                          | Grupo de Acesso B em 2015     | [ 3 ] [ 1 ] [ 2 ] |

## Grupo de Acesso B
| Pos | Escolas             | Pts   | Enredo                                                                                          | Classificação ou rebaixamento | Ref   |
| --- | ------------------- | ----- | ----------------------------------------------------------------------------------------------- | ----------------------------- | ----- |
| 1   | Império do Havaí    | 179.3 | Omar: Responsabilidade e Seriedade                                                              | Grupo de Acesso A em 2015     | [ 3 ] |
| 2   | Mocidade da Raiz    | 178.1 | O mundo de Walt Disney                                                                          |                               | [ 3 ] |
| 3   | Cidade Nova         | 177   | Yara: A Guerreira das Águas                                                                     |                               | [ 3 ] |
| 4   | Meninos Levados     | 176.9 | Garantido Show: A riqueza coreográfica da Amazônia                                              |                               | [ 3 ] |
| 5   | Mocidade do Coroado | 174.6 | Novo Aripuanã: Terra do Tucumã. Portal onde se encontra o sol predileto e o Brasil vai conhecer | Grupo de Acesso C em 2015     | [ 3 ] |

## Grupo de Acesso C
| Pos | Escolas            | Pts   | Enredo                                                                       | Classificação ou rebaixamento | Ref   |
| --- | ------------------ | ----- | ---------------------------------------------------------------------------- | ----------------------------- | ----- |
| 1   | Vila da Barra      | 179,9 | Café, o mito, a história, uma mania que percorreu o mundo e chegou ao Brasil | Grupo de Acesso B em 2015     | [ 3 ] |
| 2   | Legião de Bambas   | 174,6 | HEMOAM é sangue bom!                                                         |                               | [ 3 ] |
| 3   | Leões do Barão Açu | 170,7 | Manaus, Calor? Só Humano!!!                                                  |                               | [ 3 ] |
| 4   | Gaviões do Parque  | 165,8 | Etnia Saterê Maué                                                            |                               | [ 3 ] |
| 5   | Império do Mauá    | 160,2 | No Império do Mauá Ajuricaba vem reinar                                      |                               | [ 3 ] |